# Gunung Datas
Gunung Datas is een bestuurslaag in het regentschap Simalungun van de provincie Noord-Sumatra, Indonesië. Gunung Datas telt 633 inwoners (volkstelling 2010).